# 坂内正
坂内 正（さかうち ただし、1930年8月5日 - ）は、ドイツ文学者、文芸評論家。新潟県生まれ。東京大学卒。カフカを研究し、1990年『カフカの「アメリカ（失踪者）」で平林たい子文学賞受賞。

## 著書
- カフカの『審判』 創樹社 1981
- カフカの『城』 創樹社 1985
- カフカの「アメリカ(失踪者)」 創樹社 1990
- カフカの中短篇 福武書店 1992
- カフカ解読 新潮選書 1995
- 鴎外最大の悲劇 新潮選書 2001
- 小島信夫―性 その深層と日常 近代文芸社、2009